# Casa Dagó
La casa Dago es una casona palaciega situada en la localidad asturiana de Cangas de Onís.
Fundada en 1920 por orden del indiano José Dago, la construcción fue obra del arquitecto Miguel García Lomas. Tiene balcones volados, portalón de arquerías, galería abierta y alero sobre ménsulas talladas.
Fue comprada por el ICONA instalándose allí la oficina de Información del Parque de Picos de Europa
Es Monumento Histórico Artístico.